# لاودا (کارولینای شمالی)
لاودا (به انگلیسی: Lauada) یک منطقهٔ مسکونی در ایالات متحده آمریکا است که در شهرستان سوین، کارولینای شمالی واقع شده‌است. لاودا ۵۹۷٫۱۱ متر بالاتر از سطح دریا قرار دارد.